# Délmagyarország
A Délmagyarország egy Csongrád-Csanád vármegyei napilap, mely a hét hat napján jelenik meg a Mediaworks Hungary Zrt. kiadásában. A 2017-es tulajdonosváltás után a Fidesz propagandalapjává vált.

## Története
A Délmagyarország 1910. május 22-én, vasárnap jelent meg először 64 oldalon, ezzel Magyarország egyik legrégebbi folyóirata.
A lap alapítója, illetve első szerkesztője Róna Lajos volt. Lázár György Szeged polgármestere segített a lapindításban és a névválasztásban. A lap alapításának több célja is volt: az egész akkori Dél-Magyarországot informálják a napi történésekről és aktuális irodalommal lássák el a legtávolabbi tanyán élő családokat is. A lapot a Várnay-cég adta ki. A részvénytársaságnak volt egy korszerű nyomdája is, melyet Ligeti Jenő vezetett. A lap szelleme liberális és a polgári radikalizmussal rokonszenvező volt.
A lapnak az induláskor a következő rovatai voltak: A család, Egyesületi élet, Közgazdaság, Közigazgatás, Közoktatás, Nyílt tér, Törvénykezés, Tudomány és irodalom, Sport, Szezon – nőknek, Színház, Vidám krónika.
A Várnay Rt. 1910 novemberében válságba jutott és csődeljárás indult ellene, aminek következtében a Délmagyarország megszűnt. A lap még ugyanebben a hónapban újraindult. Ligeti Jenő megalapította a Ligeti Jenő és Társai Könyvnyomdáját, amit 1912-ben az egyik társtulajdonos, Pásztor József csődbe vitt, aminek következtében a Délmagyarország megszűnt egy rövid időre. 1912 augusztusában a lap újraindult.
1913 márciusában megjelent az első szegedi sportújság a Délmagyarország vasárnapi mellékleteként. Az első világháború idején rendszeresen tudósított a frontról. Az erdélyi menekülteknek segélyt nyújtott.
1918. november 22-én a Délmagyarország társtulajdonosa lett Pásztor József, 1919. január 12-én pedig megvette Várnay Lajos részét is, így a lap teljesen Pásztoré lett. A világháború után az újság radikalizálódott. A Délmagyarországot előállító nyomda 1920-ban beolvadt a Szeged Városi Nyomda Rt.-ba. 1920. május 30-án bejelentették, hogy a lap szünetelni fog. A lap 1920. augusztus 15-én jelent meg újra, immáron Szeged néven, de 1922/23-ig nem tekinthető a Délmagyarország irányzati utódjának, sem liberális lapnak. 1922/23-től a lap ismét ellenzéki, liberális szellemű volt. A Szeged-et 1925. április 4-én betiltották, majd 1925. május 17-én újraindult, immár Délmagyarország néven.
Pásztor József 1922/23-ban újjászervezte a Délmagyarország Hírlap és Nyomdavállalatot, mely 1923-ban a Szeged Lapkiadó Rt. helyére lépett. 1926 májusa és 1938 decembere között Pásztor szerkesztésében jelent meg a szegedi napilap.
Pásztor Józsefnek 1938. december 1-jén el kellett adnia a Délmagyarország tulajdonjogát (az új sajtótörvény miatt); látszatra Balogh János vette meg a kiadó részvényeit 25.000 pengőért, de valójában testvére Balogh István volt a vevő. Később Balogh István kénytelen volt eladni a lap tulajdonjogát, 1940. május 21-én vette meg tőle Berey Géza Csányi Piroska támogatásával. 1939-ben került a lap fejlécébe a keresztény jelző.
A Délmagyarországot 1944. április 16-án betiltották, majd november 19-én újraindult a Hírlapkiadó Kft. kiadásában. A lapot ekkor háromfős szerkesztőbizottság irányította: Balogh István a Független Kisgazdapárt, Erdei Ferenc a Nemzeti Parasztpárt, és Révai József a Magyar Kommunista Párt nevében.
Koncz László szervezte meg a Délmagyarország számára a szükséges nyomdai feltételeket. Ő lett a lap felelős kiadója és a Hírlapkiadó Kft. vezetője.
Miután 1945-ben a kisgazdapárt és a szociáldemokrata párt külön lapot indított Szegeden, a Délmagyarország a Magyar Kommunista Párt lapja lett.
1945-1946-ban politikai csaták fegyvere lett: a valódi hírek eltűntek, amelyek elevenné tették a lapot az 1920-as, 1930-as években.
1948-ban a Magyar Dolgozók Pártjának szegedi bizottsága úgy határozott, hogy a Délmagyarország lesz a térség politikai napilapja. 1949-től fényképek is vannak a lapban. Az 1950-es években főleg politikáról, munkaversenyről, ellenségekről írt.
A Délmagyarország 1956. november 1. és 1957. május 1. között Szeged Népe címen jelent meg. 1960-ban jubileumi emlékkötetet adtak ki a lap 50. születésnapja alkalmából. Az 1960-as években Szeged gondjairól, fejlesztési problémákról is írt. Az 1970-es években már könyvkritikák, irodalomtörténeti cikkek, a város kulturális történetével kapcsolatos cikkek is megjelentek.
1990-ben a francia Nice Press Invest SA (NPI SA) magyar befektetőkkel közösen megalapították a Délmagyarország Könyv- és Lapkiadó Kft.-t, mely megvette a MSZP-től a kiadói jogokat. 1993-ban a NPI SA francia-német vegyes vállalattá alakult, amelynek többségi tulajdonosa a Gruner und Jahr . A Délmagyarország napilap kiadóját 2000-ben megvette brit Northcliffe Newspapers Group  magyarországi vállalata, a Lapcom Kft.

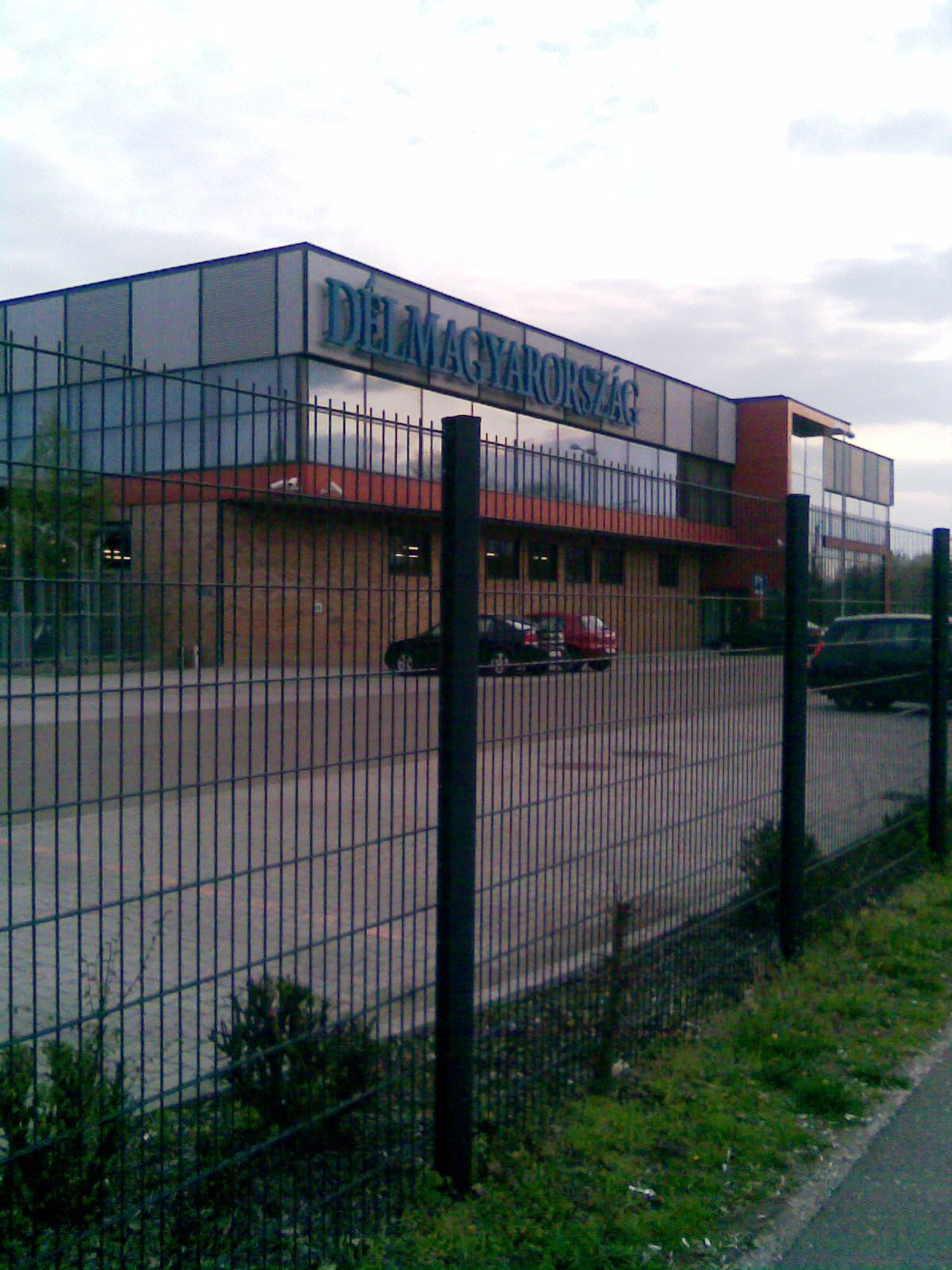
A Délmagyarország sajtóháza

A 2000-es években felmerült a régi, belvárosi sajtóház felújításának az ötlete, ám a Magyar Államkincstár nem adta el a Stefánián álló épületet, és más hosszútávú megoldásról sem sikerült velük megegyezni. A Lapcom Kft. rövid ideig egy másik, belvárosi irodaház megvásárlását is tervezte, de végül egy új sajtóház építése mellett döntött. 2005. augusztus 8. és 2006. április 29. között épült fel az új székház Szabadkai úton; az épület 3500 négyzetméter alapterületű, a Délmagyarország szerkesztősége, kiadója és nyomdája foglal helyet benne.

### Kormányközeli felvásárlás
A lapot kiadó Lapcom Zrt-t 2017 őszén felvásárolta az Avalue Befektetési Kft., az Andy Vajna akkori, azóta elhunyt filmügyi biztos, a TV2 korábbi tulajdonosa tulajdonában lévő AV Investments leányvállalata, ezzel a lap a többi magyarországi regionális nyomtatott napilaphoz hasonlóan kormányközelbe került. Érdekesség, hogy a korábbi tulajdonos, a Kajmán-szigetekre bejegyzett Radio Bridge Media Holdings Ltd. úgy adta el a kiadót, hogy az folyamatosan nyereséges volt, 2016-ban 1,4 milliárd forintot vett ki a tulajdonos a cégből.
A tulajdonosváltás után a lap kormányközeli hangvételű lett, távozott szerkesztőségéből Kóti Zoltán főszerkesztő és Szögi Andrea főszerkesztő-helyettes, helyüket Bonifert Gábor, a Csongrád Megyei Önkormányzat elnökének korábbi kabinetvezetője és Gidró Krisztina, a Magyar Nemzet egykori Csongrád megyei tudósítója került, majd a lap több újságírója is otthagyta a médiumot, és Darvasi László író Szív Ernő művésznéven 28 évig a lap utolsó oldalán megjelenő tárcasorozatát sem közölte többet az újságban.
A felvásárlást követően a Botka László polgármester által vezetett szegedi szocialista önkormányzat közölte: a továbbiakban nem helyez el hirdetéseket az újságban, szegedi ellenzékiek pedig szimbolikus "temetéssel elbúcsúztatták a lap függetlenségét", így tiltakozva a tulajdonkoncentráció ellen.
2018 novemberében ezután a tulajdonos a kiadót önként felajánlotta az akkor megalakuló Közép-európai Sajtó és Média Alapítványnak (KESMA), mely lépéssel ténylegesen egy tulajdonoshoz került a többi regionális lappal. Ezt, illetve Andy Vajna halálát követően több személycserét is végrehajtottak a lap kiadójának menedzsmentjében.
2021-ben a szintén a KESMA alá tartozó Szeged Ma szerkesztősége is be fog költözni a Délmagyarország épületébe.

## Rovatok
A Délmagyarországnak több állandó rovata is van. Egyes rovatok a hét minden napján megjelennek (például: Belföld-külföld, Aktuális), míg mások csak a hét bizonyos napján.
- Belföld-külföld - belföldi és külföldi hírek 1 oldalon
- Aktuális - szegedi és Csongrád vármegyei hírek
- Szeged és térsége, Szentes és térsége, Makó és térsége, Csongrád és térsége - a vármegye 1-1 településéről és környékéről szóló hírek
- Megyei tükör - szegedi és Csongrád vármegyei hírek
- Napraforgó - riport hírességekkel, érdekességek
- Kapcsolatok - olvasói levelek, e-mailek, Csörög a telefon, keresztrejtvény
- Programpont - szegedi és Csongrád vármegyei programok (mozi, színház, koncert)
- Apróbörze - hirdetések
- Sport - sporthírek
- Mozaik - bulvárhírek, meteorológia, A nap vicce
- A dél sportja (hétfő) - a hétvégi sporthírek
- Kalendárium, A hét témája, Lakberendezés (hétfő) - közéleti témák
- Gyógy-ír (kedd) - egészség
- Légy ott (szerda) - programajánló
- Bizalmasan (csütörtök) - nőknek szóló rovat, párkapcsolat, gyereknevelés, család, otthon
- Délmadár (péntek) - humor
- Szieszta (szombat) - szórakozás, tudomány, egész oldalas rejtvény
- Universitas (szombat) - A Szegedi Tudományegyetemmel kapcsolatos hírek

## Mellékletek
A Délmagyarországnak több melléklete is van:
- Heti Tv Magazin - műsorújság
- Rejtvény Magazin - rejtvények
- Gasztro Magazin - receptek
- Lilla - nőknek szóló magazin
- Otthon-kert - lakás-, illetve kertszépítés
- Breki - gyerekeknek szóló magazin

## Munkatársak

### Főszerkesztők
- 1910. május 22. – 1910. november 30.: Róna Lajos
- 1910. november 30. – 1938. december 8.: Pásztor József
- 1940 - 1944: Berey Géza
- 1944. november - 1945. március: Balogh István, Erdei Ferenc, és Révai József
- 1945. március – 1946. március 30.: Szirmai István
- 1948 - 1949: Antalffy György
- 1952 - 1961: Nagy Pál
- 1961 - 1968: Lőkös Zoltán
- 1968 – 1983: F. Nagy István
- 1983 – 1990: Sz. Simon István
- 1990 - 2001: Dlusztus Imre
- 2001 - 2010: Szetey András
- 2010 - : Sulyok Erzsébet
- - 2017 : Kóti Zoltán
- 2017 - : Bonifert Gábor
- 2017 – 2024 : Gidró Kriszta
- 2024 : Király Ernő

### Újságírók
- Bátyi Zoltán
- Chikán Ágnes
- Csányi Piroska
- Csepi József
- Dettre János
- Domokos László
- Fehér Kálmán
- Farkas Csaba
- Fekete Klára
- Frank József (1875-1929)
- Gábor Arnold
- Gárdos Sándor
- Gyürki Ernő
- Halász Miklós
- Horváth Dezső
- Jacob Gábor
- Juhász Gyula
- Klamár Gyula
- Ladányi Zsuzsa
- Lengyel Vilma
- Lévay Gizella
- Ligeti Jenő
- Lődi Ferenc
- Magyar László
- Matkó István
- Móra Ferenc
- Mohos Ágoston
- Nagy Sándor
- Osváth Tibor Ottó
- Ökrös László
- Őrfi Ferenc
- R. Tóth Gábor
- Paál Jób (eredeti nevén Possel Márkus István)
- Pór Tibor (született Sarló Sándor)
- Schmidt Andrea
- Simai Mihály
- Süli József
- Süli Róbert
- Sz. Lukács Imre
- Szabó Dezső
- Szabó Magdolna
- Szalai János
- Szávay István
- Sz. Szigethy Vilmos
- Szilassy Cézár
- Szögi Andrea
- Szőke Mária
- Thékes István
- Tonelli Sándor
- Tölgyes Gyula
- Újszászi Ilona
- Vásárhelyi Júlia
- Veress Miklós
- Vermes Ernő
- Vér György
- V. Fekete Sándor

### Fotósok
- Enyedi Zoltán
- Nagy László ( rovatvezető 2001-ig)
- Gyenes Kálmán
- Somogyi Károlyné
- Schmidt Andrea  (rovatvezető: ?-2016 )
- Karnok Csaba (rovatvezető: 2016- )
- Tésik Attila (1992-2010)
- Frank Yvette
- Kuklis István
- Török János

## Kiadás
A Délmagyarországot jelenleg a Lapcom Kft. adja ki. A Magyar Terjesztés-ellenőrző Szövetség (Matesz) adatai szerint 29 203 példányban jelenik meg.

## Delmagyar.hu
2001. október 1. óta az újság online verzióban is olvasható, delmagyar.hu címen.

### Története
A Délmagyar.hu a szegedi Délmagyarország napilap (és tiszántúli kiadása, a „Délvilág”) internetes változataként indult.
A Délmagyar.hu domainnév alatt 1999. május 1-jén jelent meg először oldal, amelyen a Délmagyarország és a Délvilág cikkeit lehetett olvasni. Ez mindössze a  cikkoldalakból és egy keresőből állt. A cikkek felvitele 2000 májusától több mint egy éven át szünetelt.
Fokozatosan a képi és mozgóképi megjelenítés felé tart. A portálon megjelenő állásajánlatok, ingatlan- és járműhirdetések, valamint apróhirdetések fontos részét képezik a tartalomnak. A portálon megtalálható Szeged, Csongrád-Csanád vármegye, illetve a dél-alföldi régió programkínálata is. Fóruma mellett cikkeinek kommentezése nyújt lehetőséget az interaktivitásra.

### Látogatottsága
Látogatói forgalmát a Medián Webaudit szolgáltatása méri. A portál adatai a Lapcom Kiadó Webaudit-fiókban találhatók meg.
| A Délmagyar.hu egyedi látogatói | 2007. 18. hét | 2008. 18. hét |
| ------------------------------- | ------------- | ------------- |
| átlag                           | 4 706         | 15 396        |
| szabadnapok                     | 3 688         | 9 095         |
| munkanapok                      | 6 063         | 17 916        |

## Könyvek, kiadványok
1960-ban megjelent egy emlékkönyv a Délmagyarország 50. születésnapja alkalmából A Délmagyarország fél évszázada címmel.
2006 óta a Délmagyarország több szakácskönyvet is kiadott, melyekben az olvasók receptjei találhatóak.

## Érdekességek
A lap 1925. március 25-én közölte József Attila Tiszta szívvel című versét. Ennek megjelenése jobboldali körökben botrányt robbantott ki; a Szegedi Új Nemzedék 1925. március 29-i számában két cikkben is támadták a költőt. Horger Antal professzor március 30-án magához hívatta József Attilát, és két tanú jelenlétében a tanári pályától eltanácsolta.

## DélmagyArchív
2014. június 12-én elindult a Délmagyarország című napilap online módon, teljes szövegűen kereshető adatbázisa, a DélmagyArchív Archiválva 2014. június 16-i dátummal a Wayback Machine-ben, amely hazánk első nyilvános módon hozzáférhető napilaparchívuma. Az archívum az SZTE Klebelsberg Könyvtár és a Somogyi Károly Megyei és Városi Könyvtár közreműködésével jött létre. A könnyen hozzáférhető, forrásdokumentum értékű adatbázis felhasználói részletes képet kaphatnak a hely- és egyetemtörténet fordulópontjairól éppúgy, mint a világtörténelmi események szegedi fogadtatásáról.
A DélmagyArchív elérhető a delmagyar.hu/delmagyarchiv Archiválva 2014. június 16-i dátummal a Wayback Machine-ben webcímen, illetve a dm.ek.szte.hu címen is, ahol egy részletesebb keresőfelület fogadja a látogatót, mivel az archívum része az SZTE Klebelsberg Könyvtár Contenta repozitóriumrendszerének is, amely elsősorban az érdeklődő kutatókat hivatott kiszolgálni.